# M40 motorway
Der M40 motorway (englisch für ‚Autobahn M40‘) ist die zweite Autobahn im britischen Straßennetz, die London mit Birmingham verbindet.

## Geschichte
Der erste Teil der M40 wurde in den 1960er Jahren gebaut und verband London mit der A40 bei Stokenchurch auf der Oberseite des Chiltern Scarp, einige Meilen von High Wycombe entfernt. Auf einigen Karten wird die ursprüngliche Umgehungsstraße von High Wycombe als A40(M) anstatt M40 bezeichnet. 1974 wurde die Autobahn nach Chilworth, etwa 8 Meilen östlich von Oxford, weitergebaut, mit einer vierspurigen Fortsetzung in die Stadt. Somit war die mehrheitlich vierspurige Verbindung zwischen der Hauptstadt und der Universitätsstadt Oxford fertig, davon etwa 32 Meilen Autobahn.
Ende der 1980er Jahre begann man mit dem Bau der Weiterführung nach Birmingham, um die bisherige Autobahnverbindung über die M1 und M6 zu entlasten.
Zuerst wurde 1989 die Verbindung M42-Warwick eröffnet, 1991 folgte dann die ganze Strecke von Oxford nach Warwick. Dabei musste östlich von Oxford eine alternative Trasse gewählt werden, um das Sumpfland Otmoor zu vermeiden. Bis heute ist die Autobahn Oxford-Birmingham der letzte große Autobahnneubau in England.

## Unfall am 18. November 1993
Die M40 geriet am 18. November 1993 in die Schlagzeilen. Die Nacht zuvor verunglückte ein mit 15 Schülern aus Worcestershire besetzter Kleinbus unweit Warwick. Die Gruppe kam von einem Konzert in der Royal Albert Hall in London. Ursache für den Unfall war, dass der Lehrer, der den Bus lenkte, am Steuer eingeschlafen war. Zehn Schüler und der Lehrer erlagen noch am Unfallort ihren Verletzungen, zwei weitere Schüler verstarben später im Krankenhaus. Nur zwei Schülerinnen überlebten.
Das Unglück führte dazu, dass Sicherheitsgurte zur verpflichtenden Ausrüstung für Busse und Reisebusse wurden, wobei es bisher keine Gurttragepflicht in Bussen und Reisebussen gibt.

## Trivia
- In dem Film Thunderbird 6 stellt die damals für den Verkehr noch nicht freigegebene M40 die fiktionale Autobahn M104 dar.
- Die M40 ist auch in Anfangsszenen des Filmes „The Vicar of Dibley“ zu sehen, einem Flug aus der Vogelperspektive über den Chiltern scarp (vor Ort im Volksmund The Grand Canyon genannt) und die Landschaft von der Oxfordshire.
- In der Folge "Der Mistgabel-Mörder" aus der britischen Kriminalserie "Inspector Barnaby" (Staffel 3, Folge 3) von 2000 ist die M 40 auf dem Abschnitt zwischen High Wycombe und Oxford in den Chiltern Hills zu sehen.
- Auch in der BBC-Fernsehserie Yes Minister wird auf die M40 Bezug genommen.